# Áqaba
Áqaba (en árabe, العقبة, al-‘aqabah) es una ciudad que se encuentra en el punto más austral de Jordania, en el golfo de Áqaba, una entrada del mar Rojo, al este de la frontera entre Jordania e Israel en el golfo. Es el único puerto de Jordania. La ciudad más cercana es Eilat (Israel).

## Historia

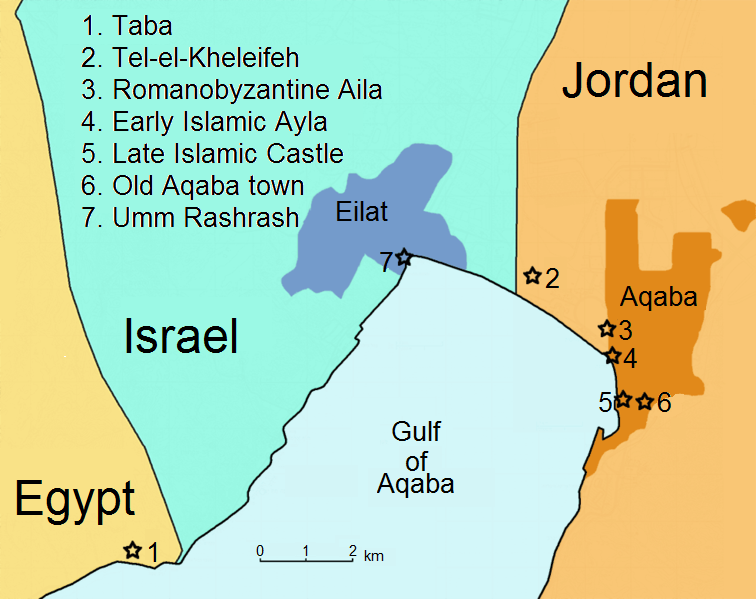
Mapa de lugares históricos en la zona de Áqaba

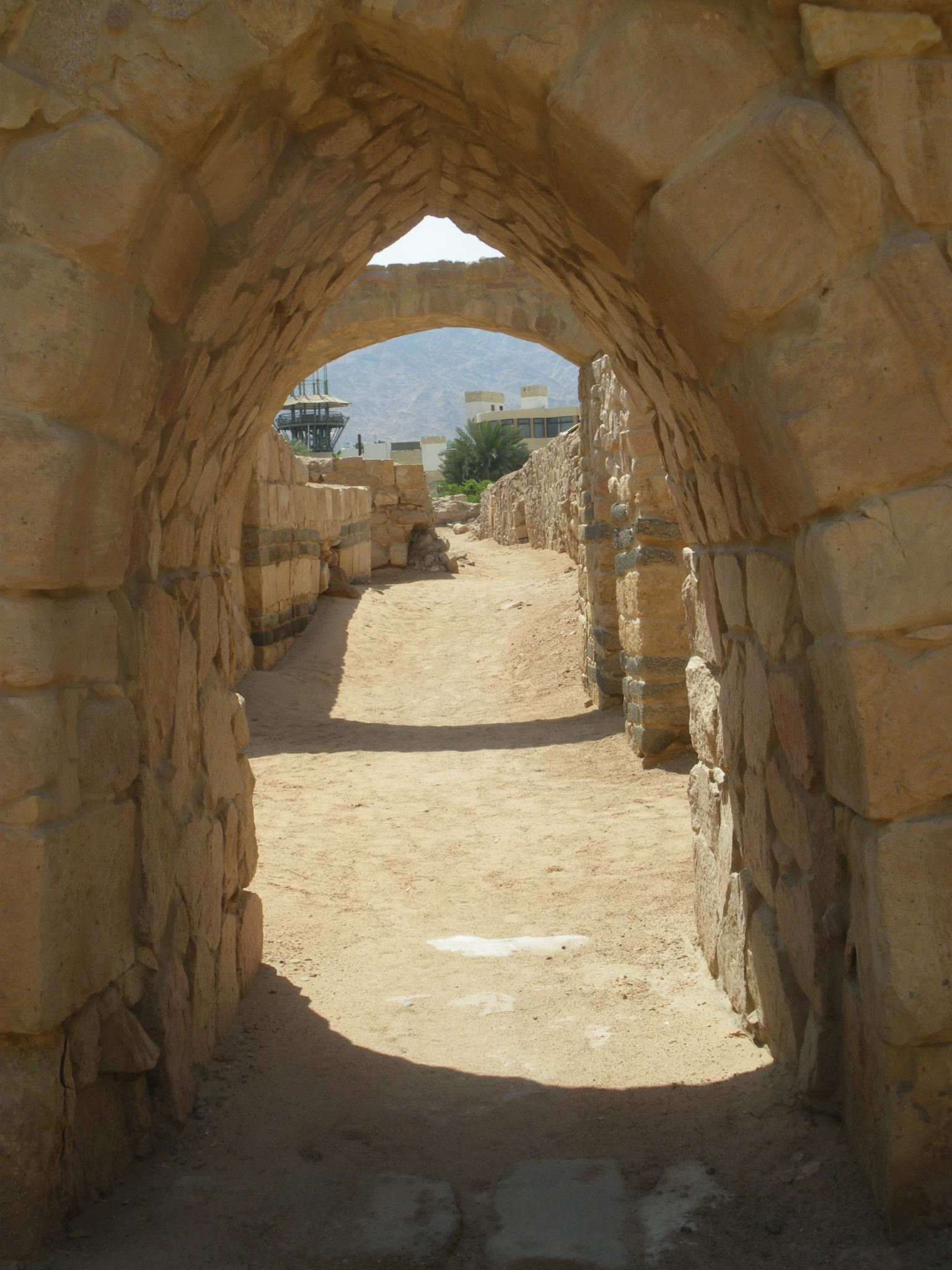
Puerta de Egipto en las ruinas de la ciudad de Ayla

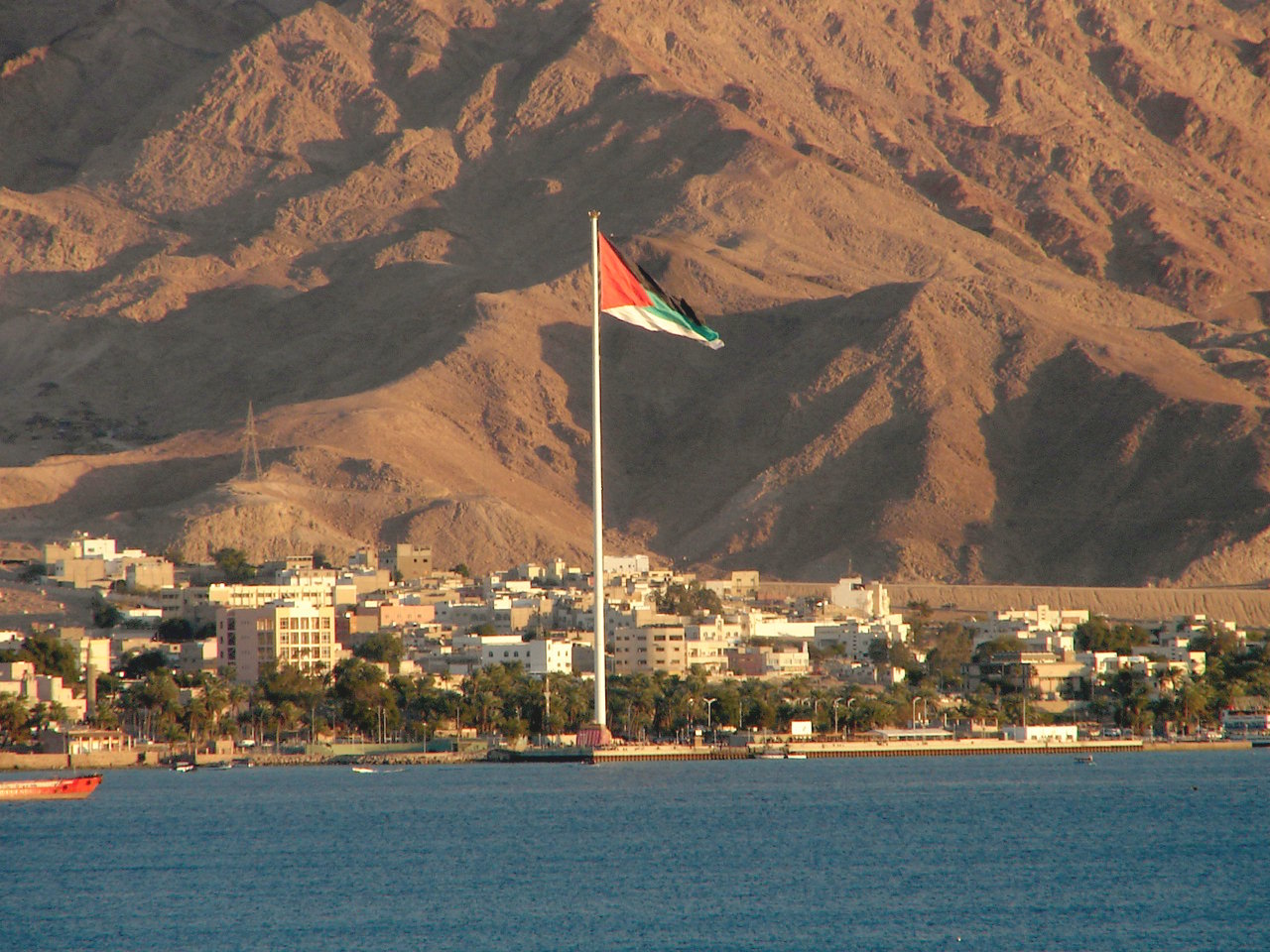
El quinto mástil más grande del mundo se encuentra en Áqaba

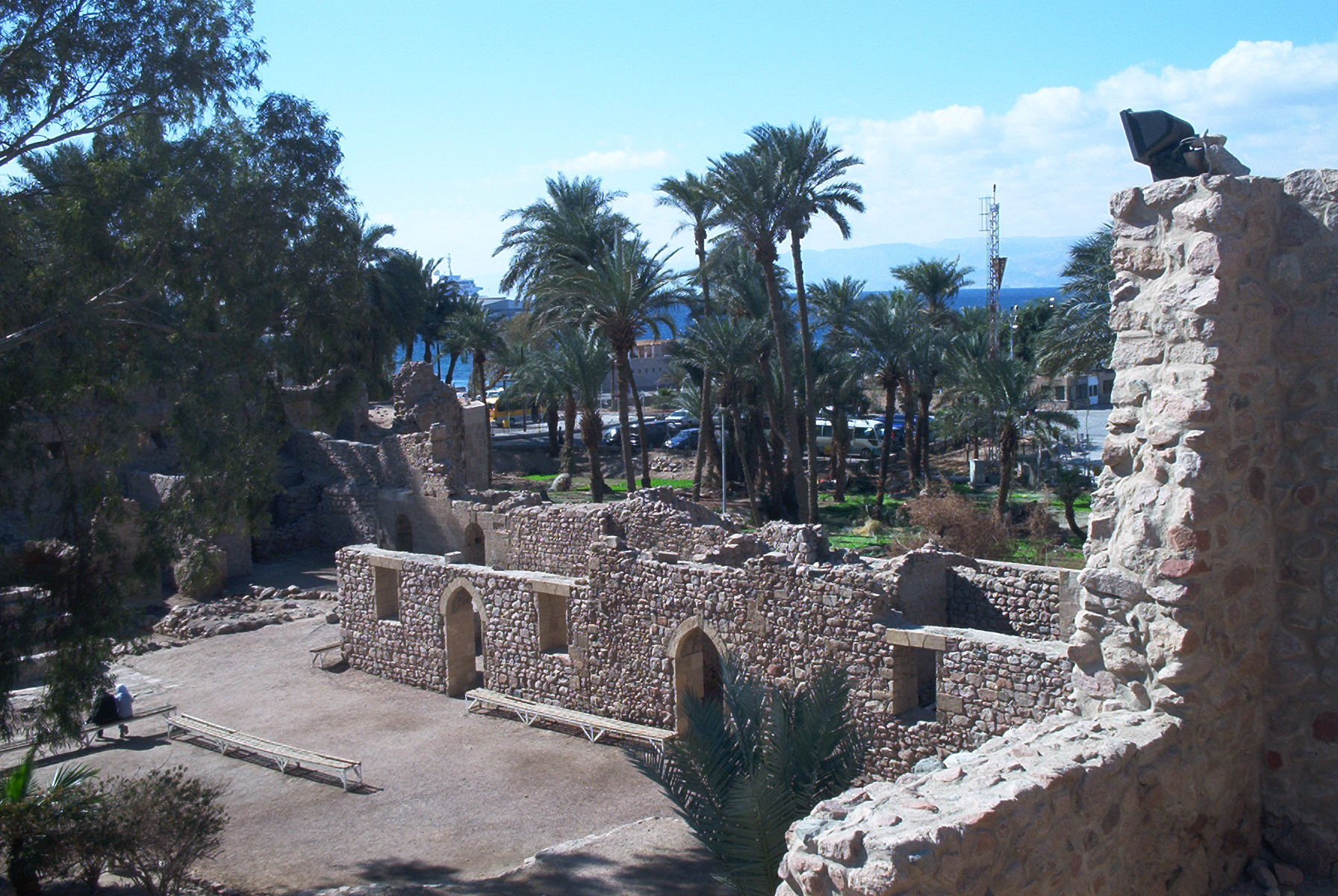
Castillo de Áqaba, construido por los mamelucos en el

La historia de Áqaba se remonta a tiempos prebíblicos, cuando se conocía como Elath o Ailath (en arábigo Ayla). Este vocablo bíblico presuntamente deriva del nombre semítico del árbol terebinto palestino (Pistacia palaestina). Según el Antiguo  Testamento, el rey Salomón construyó una base naval en Ezión-geber, a solo 3 km de donde se encuentra la moderna ciudad de Áqaba. 
El nombre actual es la forma abreviada de al-'aqabat Aylah que, en árabe, significa "el paso montañoso de Ayla". 
A partir de 106 d. C., los romanos, que gobernaron la región desde su base en Siria, la utilizaron como su puerto comercial, bajo el nombre latino de Aila, hasta que a principios del siglo IV quedó bajo el control del Imperio bizantino.
A principios del siglo IV, durante el Imperio bizantino, se convirtió en la sede de un obispado. Conquistada por Mahoma en 630/631, se convirtió en una estación importante para los musulmanes egipcios haciendo la peregrinación a La Meca. 
La ciudad fue conquistada por los cruzados de Balduino I de Jerusalén en 1116 para volver a ser musulmana en 1187, reconquistada por Saladino. 
Áqaba entró en decadencia bajo el gobierno otomano, y a principios del siglo XX era solo un pequeño pueblo de pescadores. Su tráfico de peregrinos había desaparecido en gran parte tras la apertura del canal de Suez en 1869 y la finalización del ferrocarril del Hiyaz en 1908.
Durante la Primera Guerra Mundial el pueblo fue un puesto estratégico fortificado turco y fue bombardeado por las armadas británicas y francesas para ser capturada por los irregulares árabes liderados por Thomas Edward Lawrence ("Lawrence de Arabia") en julio de 1917. 
Después de la guerra, el rey Abdulaziz bin Saúd conquistó el Hiyaz en 1925 y los británicos colocaron a Áqaba bajo la autoridad de Transjordania; esta situación de facto continuó cuando Jordania se independizó en 1946.
Arabia Saudita nunca había accedido a estas fronteras, que estuvieron en disputa hasta 1965. Desde entonces, un acuerdo entre los dos estados fue firmado, quedándose Arabia Saudita con territorios desérticos en el interior y a cambio, los saudíes reconocieron oficialmente a Al-'Aqabah como parte de Jordania.

## Museos
En la ciudad se encuentran el Museo Arqueológico de Áqaba (en la ciudad vieja de Áqaba) y la galería de "Artes de los países de Sham", en el centro de la ciudad.

## Clima
Áqaba tiene un clima árido (según la clasificación climática de Köppen, BWh), siendo los inviernos cálidos y los veranos secos y calientes. Se pueden observar temperaturas bajo cero cada pocos años, que es mortal para las plantas tropicales como los cocoteros. La temperatura máxima histórica de 49.6 °C se registró el 14 de agosto de 2025. La temperatura mínima récord de -3.9 °C se registró el 16 de enero de 2008 en Eilat.
| Parámetros climáticos promedio de Áqaba                                     | Parámetros climáticos promedio de Áqaba | Parámetros climáticos promedio de Áqaba | Parámetros climáticos promedio de Áqaba | Parámetros climáticos promedio de Áqaba | Parámetros climáticos promedio de Áqaba | Parámetros climáticos promedio de Áqaba | Parámetros climáticos promedio de Áqaba | Parámetros climáticos promedio de Áqaba | Parámetros climáticos promedio de Áqaba | Parámetros climáticos promedio de Áqaba | Parámetros climáticos promedio de Áqaba | Parámetros climáticos promedio de Áqaba | Parámetros climáticos promedio de Áqaba |
| Mes                                                                         | Ene.                                    | Feb.                                    | Mar.                                    | Abr.                                    | May.                                    | Jun.                                    | Jul.                                    | Ago.                                    | Sep.                                    | Oct.                                    | Nov.                                    | Dic.                                    | Anual                                   |
| --------------------------------------------------------------------------- | --------------------------------------- | --------------------------------------- | --------------------------------------- | --------------------------------------- | --------------------------------------- | --------------------------------------- | --------------------------------------- | --------------------------------------- | --------------------------------------- | --------------------------------------- | --------------------------------------- | --------------------------------------- | --------------------------------------- |
| Temp. máx. media (°C)                                                       | 20.5                                    | 22.2                                    | 25.7                                    | 30.7                                    | 35.1                                    | 38.4                                    | 39.4                                    | 39.1                                    | 36.4                                    | 32.7                                    | 27.0                                    | 21.8                                    | 30.8                                    |
| Temp. mín. media (°C)                                                       | 8.9                                     | 10.1                                    | 12.9                                    | 17.0                                    | 20.7                                    | 23.6                                    | 25.1                                    | 25.3                                    | 23.3                                    | 19.9                                    | 14.9                                    | 10.3                                    | 17.7                                    |
| Lluvias (mm)                                                                | 4.9                                     | 5.2                                     | 4.6                                     | 3.4                                     | 1.0                                     | 0                                       | 0                                       | 0                                       | 0                                       | 1.8                                     | 3.0                                     | 7.7                                     | 31.6                                    |
| Días de lluvias (≥ 1 mm)                                                    | 2.0                                     | 1.4                                     | 1.5                                     | 0.8                                     | 0.5                                     | 0                                       | 0                                       | 0                                       | 0                                       | 0.6                                     | 0.9                                     | 1.9                                     | 9.6                                     |
| Fuente: Organización Meteorológica Mundial (temperaturas y precipitaciones) |                                         |                                         |                                         |                                         |                                         |                                         |                                         |                                         |                                         |                                         |                                         |                                         |                                         |

## Economía
La economía de la ciudad depende en gran medida de la industria del turismo.